# Macromia melpomene
Macromia melpomene – gatunek ważki z rodziny Macromiidae.